# Јолделунд
Јолделунд (њем. Joldelund) општина је у њемачкој савезној држави Шлезвиг-Холштајн. Једно је од 132 општинска средишта округа Нордфризланд. Према процјени из 2010. у општини је живјело 718 становника. Посједује регионалну шифру (AGS) 1054059.

## Географски и демографски подаци
Јолделунд се налази у савезној држави Шлезвиг-Холштајн у округу Нордфризланд. Општина се налази на надморској висини од 26 метара. Површина општине износи 19,1 km². У самом мјесту је, према процјени из 2010. године, живјело 718 становника. Просјечна густина становништва износи 38 становника/km².